# Wereldkampioenschap honkbal onder 12 - 2011
Het Wereldkampioenschap honkbal onder 12 - 2011 was de eerste editie van het Wereldkampioenschap honkbal onder 12 dat onder de auspiciën van de IBAF werd gehouden van 8 juli 2011 tot en met 17 juli 2011 in Taipei, Taiwan.. het Taiwanees honkbalteam werd de eerste winnaar door in de finale Cuba met 3-2 te verslaan.

## Teams
Veertien teams accepteerden de uitnodiging van de IBAF om deel te nemen aan het toernooi . Officieel zou het Zimbabwe ook deelnemen aan het toernooi en zou in groep B hebben gespeeld maar het trok zich op de openingsdag terug.
| Groep A   | Groep B    |
| --------- | ---------- |
| Brazilië  | Indonesië  |
| Taiwan    | Italië     |
| Cuba      | Mexico     |
| Ecuador   | Filipijnen |
| Hong Kong | Zuid-Korea |
| Japan     | Venezuela  |
| Litouwen  |            |

## 1e Ronde

### Groep A

#### Stand
| Teams     | G | V | Pct.  | GB | RV | RT |
| --------- | - | - | ----- | -- | -- | -- |
| Cuba      | 6 | 0 | 1.000 | –  | 76 | 5  |
| Taiwan    | 4 | 1 | .800  | 1½ | 54 | 11 |
| Japan     | 4 | 2 | .667  | 2  | 66 | 25 |
| Brazilië  | 3 | 3 | .500  | 3  | 40 | 27 |
| Ecuador   | 2 | 4 | .333  | 4  | 23 | 54 |
| Hong Kong | 1 | 4 | .200  | 4½ | 15 | 76 |
| Litouwen  | 0 | 6 | .000  | 6  | 7  | 83 |

#### Uitslagen
| 8 juli 2011 | Litouwen | 0 – 16 (F/5) | Japan | Youth Park Stadium, Taipei City Toeschouwers: 215 |
| 8 juli 2011 | Boxscore |              |       | Youth Park Stadium, Taipei City Toeschouwers: 215 |

| 8 juli 2011 | Hong Kong | 2 – 15 (F/5) | Ecuador | Youth Park Stadium Toeschouwers: 250 |
| 8 juli 2011 | Boxscore  |              |         | Youth Park Stadium Toeschouwers: 250 |

| 8 juli 2011 | Taiwan   | 2 – 6 | Cuba | Tianmu Baseball Stadium, Taipei Toeschouwers: 2500 |
| 8 juli 2011 | Boxscore |       |      | Tianmu Baseball Stadium, Taipei Toeschouwers: 2500 |

| 9 juli 2011 | Cuba     | 15 – 0 (F/4) | Litouwen | Shing-Sheng Park Baseball Stadium Toeschouwers: 150 |
| 9 juli 2011 | Boxscore |              |          | Shing-Sheng Park Baseball Stadium Toeschouwers: 150 |

| 9 juli 2011 | Japan    | 5 – 4 | Brazilië | Tianmu Baseball Stadium, Taipei Toeschouwers: 50 |
| 9 juli 2011 | Boxscore |       |          | Tianmu Baseball Stadium, Taipei Toeschouwers: 50 |

| 9 juli 2011 | Ecuador  | 1 – 10 | Taiwan | Tianmu Baseball Stadium, Taipei Toeschouwers: 680 |
| 9 juli 2011 | Boxscore |        |        | Tianmu Baseball Stadium, Taipei Toeschouwers: 680 |

| 10 juli 2011 | Brazilië | 4 – 0 | Ecuador | Youth Park Stadium, Taipei City Toeschouwers: 200 |
| 10 juli 2011 | Boxscore |       |         | Youth Park Stadium, Taipei City Toeschouwers: 200 |

| 10 juli 2011 | Hong Kong | 0 – 28 (F/4) | Cuba | Shing-Sheng Park Baseball Stadium, Taipei City Toeschouwers: 120 |
| 10 juli 2011 | Boxscore  |              |      | Shing-Sheng Park Baseball Stadium, Taipei City Toeschouwers: 120 |

| 10 juli 2011 | Taiwan   | 13 – 3 (F/5) | Japan | Tianmu Baseball Stadium, Taipei Toeschouwers: 1900 |
| 10 juli 2011 | Boxscore |              |       | Tianmu Baseball Stadium, Taipei Toeschouwers: 1900 |

| 11 juli 2011 | Brazilië | 12 – 0 (F/5) | Hong Kong | Shing-Sheng Park Baseball Stadium, Taipei City Toeschouwers: 85 |
| 11 juli 2011 | Boxscore |              |           | Shing-Sheng Park Baseball Stadium, Taipei City Toeschouwers: 85 |

| 11 juli 2011 | Ecuador  | 2 – 24 (F/4) | Japan | Youth Park Stadium, Taipei City Toeschouwers: 250 |
| 11 juli 2011 | Boxscore |              |       | Youth Park Stadium, Taipei City Toeschouwers: 250 |

| 11 juli 2011 | Litouwen | 0 – 18 (F/4) | Taiwan | Tianmu Baseball Stadium, Taipei Toeschouwers: 1000 |
| 11 juli 2011 | Boxscore |              |        | Tianmu Baseball Stadium, Taipei Toeschouwers: 1000 |

| 12 juli 2011 | Japan    | 16 – 2 (F/5) | Hong Kong | Youth Park Stadium, Taipei City Toeschouwers: 400 |
| 12 juli 2011 | Boxscore |              |           | Youth Park Stadium, Taipei City Toeschouwers: 400 |

| 12 juli 2011 | Brazilië | 19 – 1 (F/4) | Litouwen | Shing-Sheng Park Baseball Stadium, Taipei City Toeschouwers: 20 |
| 12 juli 2011 | Boxscore |              |          | Shing-Sheng Park Baseball Stadium, Taipei City Toeschouwers: 20 |

| 12 juli 2011 | Cuba     | 13 – 1 (F/5) | Ecuador | Tianmu Baseball Stadium, Taipei Toeschouwers: 102 |
| 12 juli 2011 | Boxscore |              |         | Tianmu Baseball Stadium, Taipei Toeschouwers: 102 |

| 14 juli 2011 | Litouwen | 5 – 11 | Hong Kong | Shing-Sheng Park Baseball Stadium, Taipei City Toeschouwers: 120 |
| 14 juli 2011 | Boxscore |        |           | Shing-Sheng Park Baseball Stadium, Taipei City Toeschouwers: 120 |

| 14 juli 2011 | Japan    | 2 – 4 | Cuba | Tianmu Baseball Stadium, Taipei Toeschouwers: 140 |
| 14 juli 2011 | Boxscore |       |      | Tianmu Baseball Stadium, Taipei Toeschouwers: 140 |

| 14 juli 2011 | Taiwan   | 11 – 1 (F/5) | Brazilië | Tianmu Baseball Stadium, Taipei Toeschouwers: 1500 |
| 14 juli 2011 | Boxscore |              |          | Tianmu Baseball Stadium, Taipei Toeschouwers: 1500 |

| 15 juli 2011 | Ecuador  | 4 – 1 | Litouwen | Youth Park Stadium, Taipei City Toeschouwers: 200 |
| 15 juli 2011 | Boxscore |       |          | Youth Park Stadium, Taipei City Toeschouwers: 200 |

| 15 juli 2011 | Cuba     | 10 – 0 (F/5) | Brazilië | Tianmu Baseball Stadium, Taipei Toeschouwers: 500 |
| 15 juli 2011 | Boxscore |              |          | Tianmu Baseball Stadium, Taipei Toeschouwers: 500 |

| 15 juli 2011 | Hong Kong | 0-0 (Rainout) | Taiwan | Tianmu Baseball Stadium, Taipei City |
| 15 juli 2011 |           |               |        | Tianmu Baseball Stadium, Taipei City |

### Groep B

#### Stand
| Teams      | G | V | Pct.  | GB | RV | RT |
| ---------- | - | - | ----- | -- | -- | -- |
| Mexico     | 5 | 0 | 1.000 | –  | 64 | 4  |
| Venezuela  | 3 | 1 | .750  | 1½ | 53 | 12 |
| Zuid-Korea | 3 | 2 | .600  | 2  | 43 | 20 |
| Italië     | 2 | 3 | .400  | 3  | 27 | 54 |
| Filipijnen | 1 | 4 | .200  | 4  | 20 | 58 |
| Indonesië  | 0 | 4 | .000  | 4½ | 10 | 69 |

#### Uitslagen
| 8 juli 2011 | Venezuela | 23 – 0 (F/4) | Italië | Shing-Sheng Park Baseball Stadium Toeschouwers: 50 |
| 8 juli 2011 | Boxscore  |              |        | Shing-Sheng Park Baseball Stadium Toeschouwers: 50 |

| 8 juli 2011 | Mexico   | 15 – 0 (F/4) | Filipijnen | Tianmu Baseball Stadium, Taipei Toeschouwers: 300 |
| 8 juli 2011 | Boxscore |              |            | Tianmu Baseball Stadium, Taipei Toeschouwers: 300 |

| 8 juli 2011 | Indonesië | 0 – 15 (F/4) | Zuid-Korea | Tianmu Baseball Stadium, Taipei Toeschouwers: 200 |
| 8 juli 2011 | Boxscore  |              |            | Tianmu Baseball Stadium, Taipei Toeschouwers: 200 |

| 9 juli 2011 | Italië   | 0 – 15 (F/5) | Zuid-Korea | Youth Park Stadium Toeschouwers: 400 |
| 9 juli 2011 | Boxscore |              |            | Youth Park Stadium Toeschouwers: 400 |

| 9 juli 2011 | Indonesië | 0 – 25 (F/4) | Mexico | Tianmu Baseball Stadium, Taipei City Toeschouwers: 150 |
| 9 juli 2011 | Boxscore  |              |        | Tianmu Baseball Stadium, Taipei City Toeschouwers: 150 |

| 10 juli 2011 | Filipijnen | 4 – 13 | Italië | Shing-Sheng Park Baseball Stadium Toeschouwers: 120 |
| 10 juli 2011 | Boxscore   |        |        | Shing-Sheng Park Baseball Stadium Toeschouwers: 120 |

| 10 juli 2011 | Zuid-Korea | 6 – 10 | Venezuela | Tianmu Baseball Stadium, Taipei (stad) Toeschouwers: 200 |
| 10 juli 2011 | Boxscore   |        |           | Tianmu Baseball Stadium, Taipei (stad) Toeschouwers: 200 |

| 11 juli 2011 | Filipijnen | 15 – 6 | Indonesië | Youth Park Stadium, Taipei City Toeschouwers: 150 |
| 11 juli 2011 | Boxscore   |        |           | Youth Park Stadium, Taipei City Toeschouwers: 150 |

| 11 juli 2011 | Venezuela | 3 – 6 | Mexico | Tianmu Baseball Stadium, Taipei City Toeschouwers: 527 |
| 11 juli 2011 | Boxscore  |       |        | Tianmu Baseball Stadium, Taipei City Toeschouwers: 527 |

| 12 juli 2011 | Mexico   | 9 – 1 | Zuid-Korea | Tianmu Baseball Stadium, Taipei Toeschouwers: 83 |
| 12 juli 2011 | Boxscore |       |            | Tianmu Baseball Stadium, Taipei Toeschouwers: 83 |

| 12 juli 2011 | Italië   | 14 – 4 (F/5) | Indonesië | Youth Park Stadium Toeschouwers: 300 |
| 12 juli 2011 | Boxscore |              |           | Youth Park Stadium Toeschouwers: 300 |

| 14 juli 2011 | Filipijnen | 0 – 17 (F/4) | Venezuela | Youth Park Stadium, Taipei City Toeschouwers: 200 |
| 14 juli 2011 | Boxscore   |              |           | Youth Park Stadium, Taipei City Toeschouwers: 200 |

| 14 juli 2011 | Italië   | 0 – 9 | Mexico | Youth Park Stadium Toeschouwers: 125 |
| 14 juli 2011 | Boxscore |       |        | Youth Park Stadium Toeschouwers: 125 |

| 15 juli 2011 | Zuid-Korea | 7 – 1 | Filipijnen | Shing-Sheng Park Baseball Stadium Toeschouwers: 75 |
| 15 juli 2011 | Boxscore   |       |            | Shing-Sheng Park Baseball Stadium Toeschouwers: 75 |

| 15 juli 2011 | Venezuela | 0-0 (Rainout) | Indonesië | Youth Park Stadium |
| 15 juli 2011 |           |               |           | Youth Park Stadium |

## 2e Ronde

### Halve finales om plaats 5 t/m 8
| 16 juli 2011 | Japan    | 8 – 1 | Italië | Youth Park Stadium Toeschouwers: 270 |
| 16 juli 2011 | Boxscore |       |        | Youth Park Stadium Toeschouwers: 270 |

| 16 juli 2011 | Zuid-Korea | 5 – 6 | Brazilië | Youth Park Stadium Toeschouwers: 400 |
| 16 juli 2011 | Boxscore   |       |          | Youth Park Stadium Toeschouwers: 400 |

### Halve finales
| 16 juli 2011 | Cuba     | 4 – 2 | Venezuela | Tianmu Baseball Stadium, Taipei Toeschouwers: 493 |
| 16 juli 2011 | Boxscore |       |           | Tianmu Baseball Stadium, Taipei Toeschouwers: 493 |

| 16 juli 2011 | Mexico   | 1 – 7 | Taiwan | Tianmu Baseball Stadium, Taipei Toeschouwers: 4520 |
| 16 juli 2011 | Boxscore |       |        | Tianmu Baseball Stadium, Taipei Toeschouwers: 4520 |

## Plaatsingswedstrijden

### Wedstrijd om 11e plaats
| 16 juli 2011 | Indonesië | 5 – 9 | Hongkong | Shing-Sheng Park Baseball Stadium Toeschouwers: 200 |
| 16 juli 2011 | Boxscore  |       |          | Shing-Sheng Park Baseball Stadium Toeschouwers: 200 |

### wedstrijd om 9e plaats
| 16 juli 2011 | Ecuador  | 2 – 7 | Filipijnen | Shing-Sheng Park Baseball Stadium Toeschouwers: 200 |
| 16 juli 2011 | Boxscore |       |            | Shing-Sheng Park Baseball Stadium Toeschouwers: 200 |

### wedstrijd om 7e plaats
| 17 juli 2011 | Zuid-Korea | 7 – 6 (F/7) | Italië | Youth Park Stadium, Taipei City Toeschouwers: 420 |
| 17 juli 2011 | Boxscore   |             |        | Youth Park Stadium, Taipei City Toeschouwers: 420 |

### wedstrijd om 5e plaats
| 17 juli 2011 | Brazilië | 0 – 2 (F/4) | Japan | Youth Park Stadium Toeschouwers: 480 |
| 17 juli 2011 | Boxscore |             |       | Youth Park Stadium Toeschouwers: 480 |

### Kleine finale
| 17 juli 2011 | Venezuela | 12 – 4 | Mexico | Tianmu Baseball Stadium, Taipei Toeschouwers: 310 |
| 17 juli 2011 | Boxscore  |        |        | Tianmu Baseball Stadium, Taipei Toeschouwers: 310 |

### Finale
| 17 juli 2011 | Cuba     | 2 – 3 | Taiwan | Tianmu Baseball Stadium, Taipei Toeschouwers: 9235 |
| 17 juli 2011 | Boxscore |       |        | Tianmu Baseball Stadium, Taipei Toeschouwers: 9235 |